# Ranunculus breyninus
Ranunculus breyninus är en ranunkelväxtart som beskrevs av Heinrich Johann Nepomuk von Crantz.
Ranunculus breyninus ingår i släktet ranunkler och familjen ranunkelväxter. Inga underarter finns listade i Catalogue of Life.

## Bildgalleri

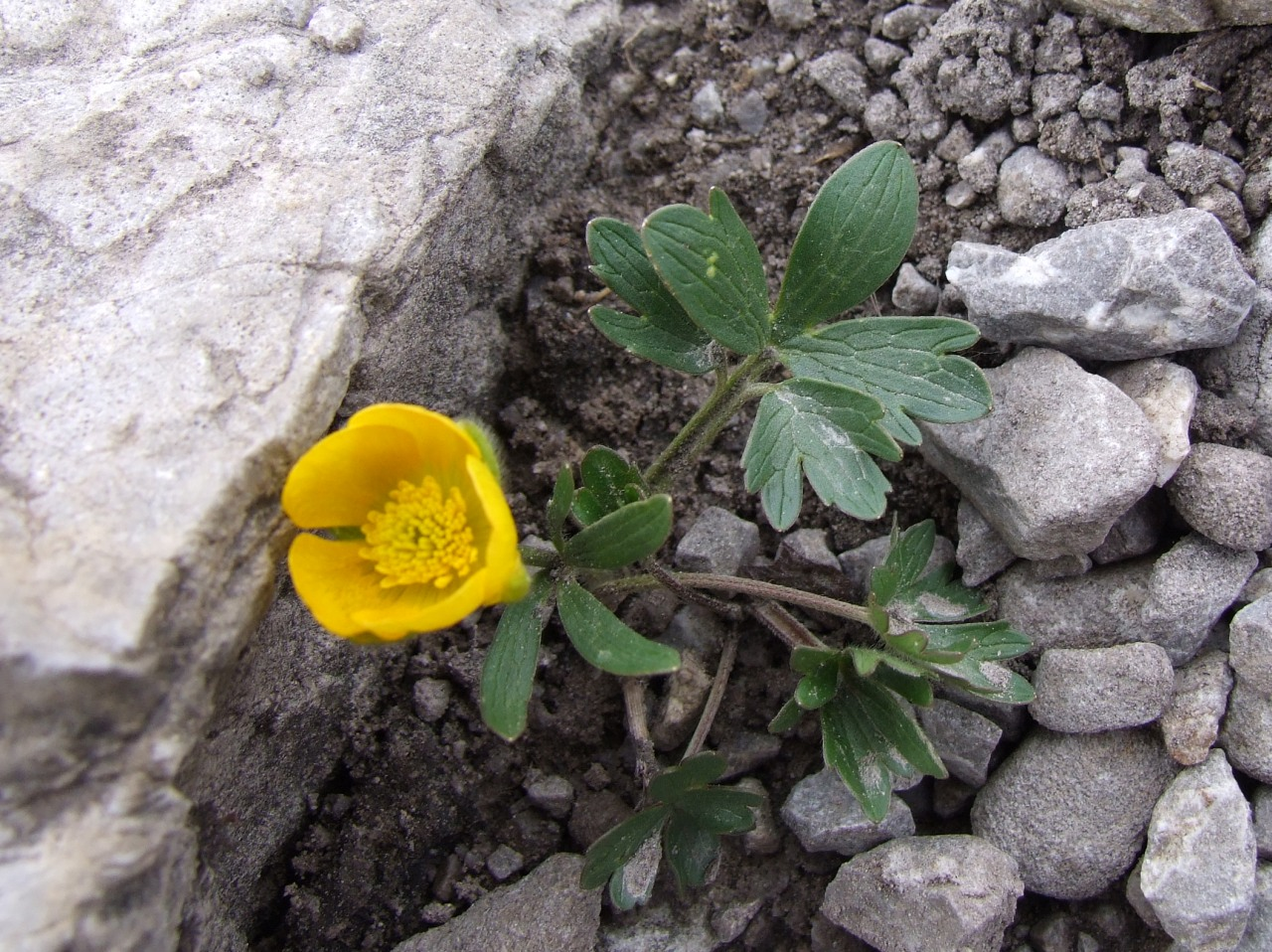
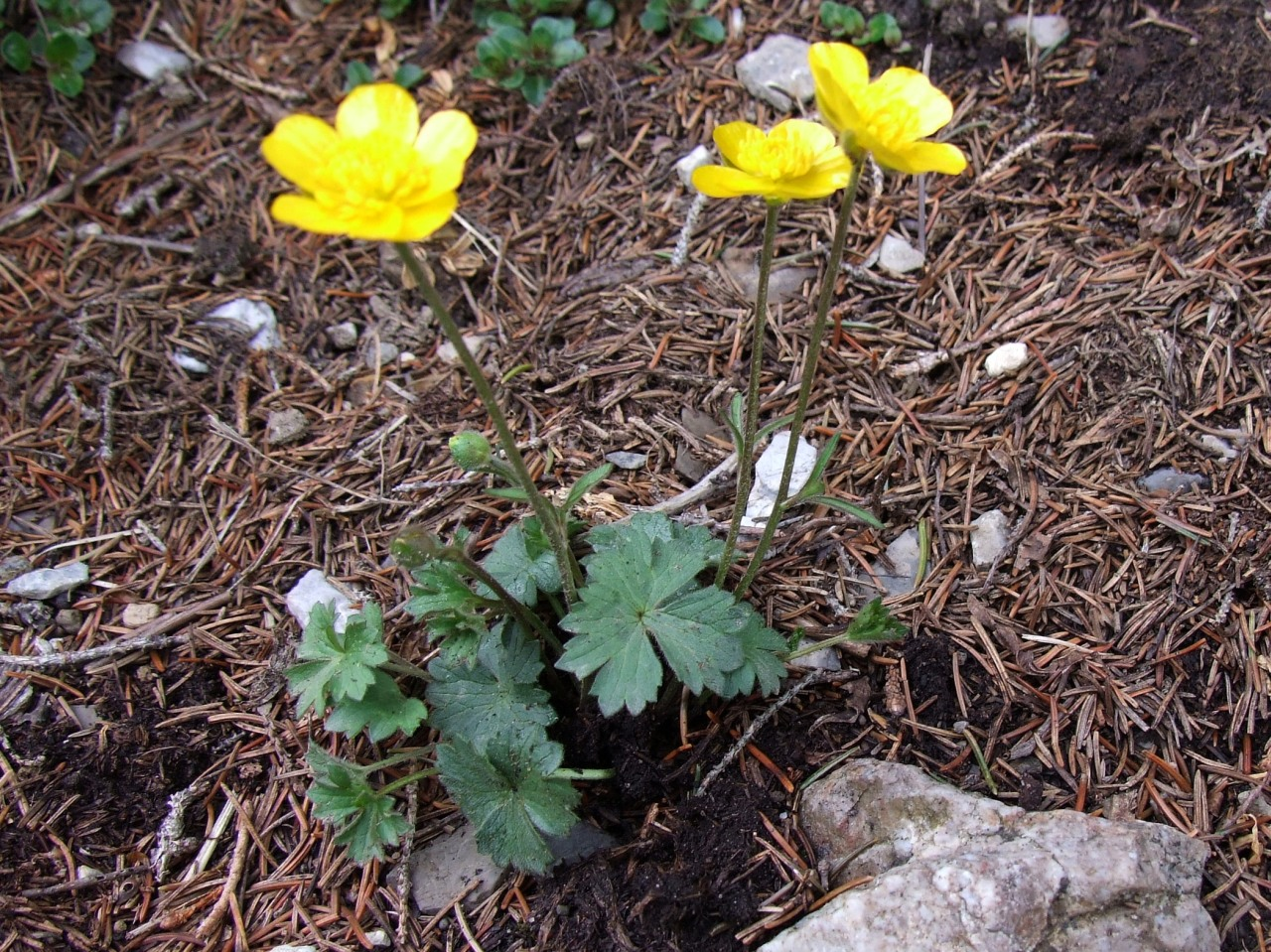
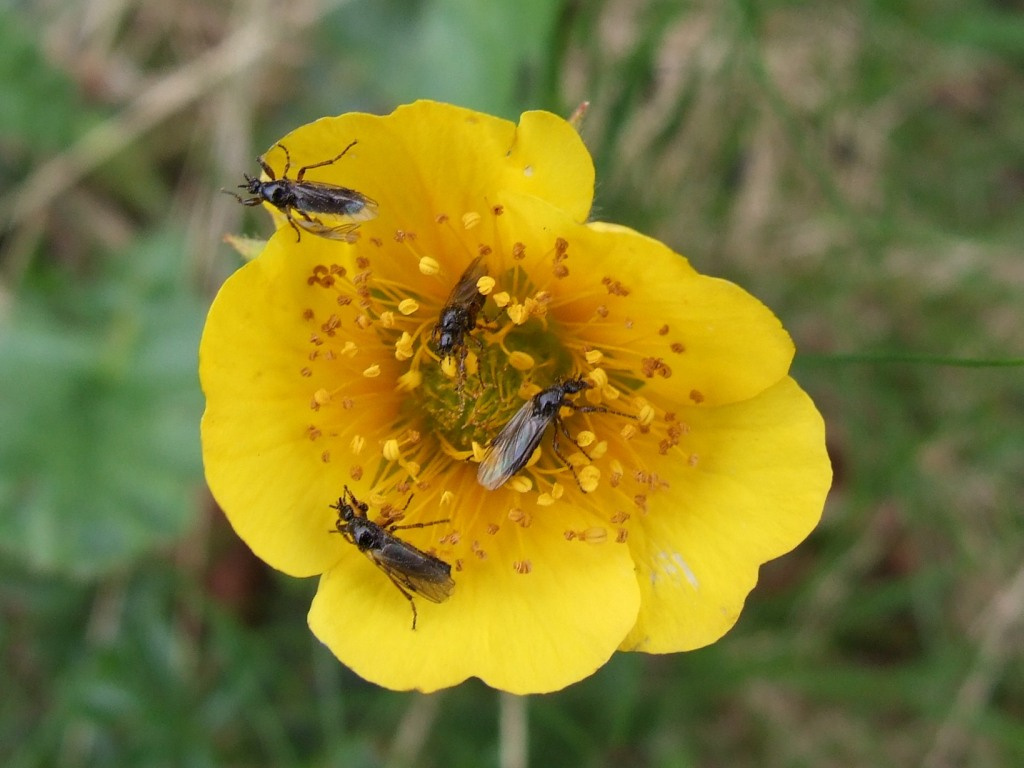